# Louviers
Louviers ist eine französische Stadt mit 18.347 Einwohnern (Stand 1. Januar 2022) im Département Eure in der Region Normandie. Sie gehört zum Arrondissement Les Andelys und zum Kanton Louviers.

## Geografie
Louviers liegt am Ufer des Flusses Eure, nur etwa vier Kilometer westlich der Seineschleifen im Osten des großen Walds Forêt domaniale de Bord-Louviers (auch Forêt de Louviers oder Forêt de Bord genannt), 25 Kilometer südöstlich von Rouen und zwei Kilometer südlich von Incarville.

## Geschichte
Im 9. Jh. wurde Louviers als Locos veteres urkundlich erwähnt, in den Annalen der Abtei Saint-Bertin taucht es im 10. Jh. als Loviers und im 11. Jh. als Lotvers auf. Laut Beaurepaire wurden die lateinischen Ortsnamen Locos veteres (‚alter Ort‘) oder auch Locus veris (‚Ort des Frühlings‘) falsch von geistlichen Schreibern rückübersetzt. Denn in anderen Ortsnamen hat sich das lateinische Wort locus zum französischen Wort lieu entwickelt. Endungen auf -viers sind nach Beaurepaire typisch für Nordfrankreich und Belgien (zum Beispiel Reviers, Verviers). Er nimmt an, dass -viers sich aus dem protoindoeuropäischen Wort var oder ver für ‚Wasser‘ entwickelt hat.
Am 10. Februar 856 feierte der König Ludwig der Stammler in Louviers die Verlobung seines Sohnes Ludwig mit einer Tochter Erispoës, des Herzogs der Bretonen.
Im Hundertjährigen Krieg (1337–1453) wurde die Stadt belagert. 1442 verlieh ihr König Karl VII. den Namen Louviers-le-Franc (etwa ‚das freie Louviers‘).
1793 erhielt Louviers im Zuge der Französischen Revolution (1789–1799) den Status einer Gemeinde und 1801 das Recht auf kommunale Selbstverwaltung.
Im Zweiten Weltkrieg wurde Louviers am 9. und 10. Juni 1940 von der Luftwaffe bombardiert. Wasser- und Stromversorgung sowie die Telefonleitungen waren unterbrochen. Am 11. Juni wurde die Stadt fast vollständig evakuiert. In der Nacht vom 11. auf den 12. Juni fand in Louviers ein Artilleriegefecht zwischen der anrückenden Wehrmacht und dem 25. französischen Artillerieregiment (25e régiment d’artillerie) statt, durch das die Altstadt im Stadtzentrum zerstört wurde. Am nächsten Tag besetzten deutsche Truppen Louviers.
Im Zuge der Verfolgung der in Frankreich unter dem Sammelbegriff nomades bezeichneten Menschen existierte in Louviers vom 17. November 1940 bis zum 7. Mai 1941 1940 ein Internierungslager. Dessen Insassen wurden anschließend in das Camp de Jargeau transferiert.
Im Sommer 1944 bombardierte die alliierte Luftwaffe im Rahmen der Operation Overlord die Stadt.
| Jahr      | 1962   | 1968   | 1975   | 1982   | 1990   | 1999   | 2008   | 2011   |
| --------- | ------ | ------ | ------ | ------ | ------ | ------ | ------ | ------ |
| Einwohner | 13.160 | 15.326 | 18.333 | 19,000 | 18.658 | 18.328 | 18.348 | 17.697 |

Die Bevölkerungszahl von Louviers stieg von 6.819 im Jahre 1800 auf 19.000 im Jahre 1982. Der Anstieg war in der zweiten Hälfte des 20. Jahrhunderts besonders groß.

## Städtepartnerschaften
- Weymouth and Portland (Vereinigtes Königreich), seit 1959
- Holzwickede (Deutschland), seit 1978
- San Vito dei Normanni (Italien), seit 2005

## Kultur und Sehenswürdigkeiten

### Grünflächen

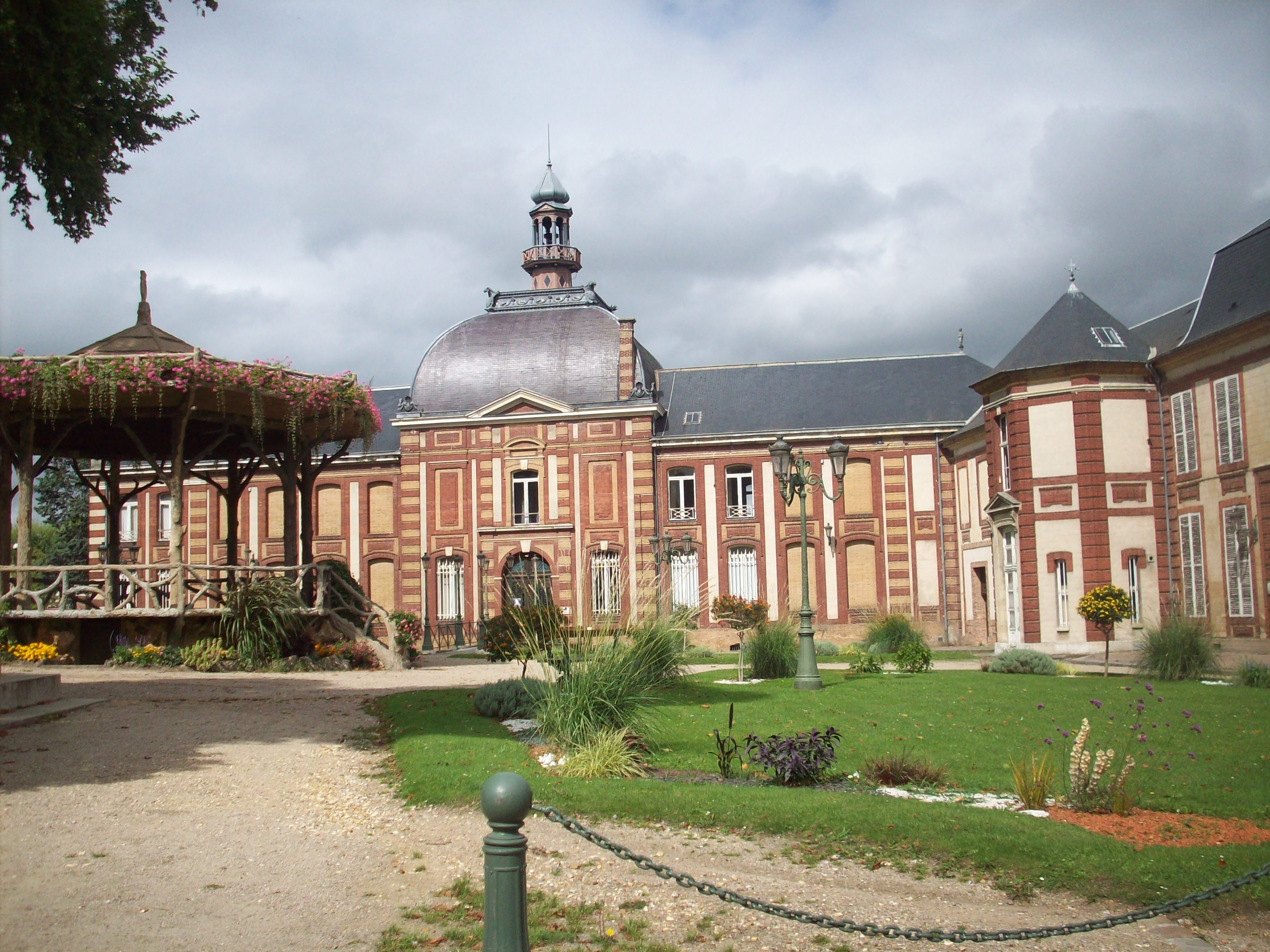
Rathausgarten

Louviers ist mit drei Blumen im Conseil national des villes et villages fleuris (Nationalrat der beblümten Städte und Dörfer) vertreten. Die „Blumen“ werden im Zuge eines regionalen Wettbewerbs verliehen, wobei maximal drei Blumen erreicht werden können.
Der Stadtpark Aristide-Briand wurde am Pfingstsonntag 1927 eröffnet. Er wurde vom Direktor der öffentlichen Parkanlagen von Rouen entworfen und mit hohen Bäumen bepflanzt, zum Beispiel Silber-Linden, ein Ginkgo, ein Trauerschnurbaum und ein Riesenmammutbaum. Im Dezember 1999 wurden die Bäume des Parks durch den Orkan Lothar beschädigt oder gar gefällt, sie wurden unter anderem durch Chilenische Araukarien, Mammutbäume, Ungarische Eichen, Gemeine Eschen und Geweihbäume ersetzt. Die gewundenen Alleen des Parks haben eine Länge von 1200 Metern. Der Park bietet außerdem klassische Teppichbeete, exotische Dattel- und Zwergpalmen sowie Gemüse und Kakteen.
Der Park Delos liegt gegenüber dem Krankenhaus. Er gehört ebenfalls der Stadt und beherbergt unter anderem einen Ginkgo, einen Milchorangenbaum, einen Tulpenbaum und eine große Echte Sumpfzypresse, deren Wurzeln in der Eure hängen, die den Park begrenzt. Der eigentliche Park des Krankenhauses wurde 1977 umgestaltet. Seine großen Bananenbäume, ein Eukalyptus, Pestwurzen und Pfahlrohr verleihen ihm heute einen exotischen Charakter.
Der Park Le Jardin de Saint-Lubin wurde 1870 eingerichtet. Er ist nach dem Heiligen und Bischof Leobinus von Chartres († um 557) benannt. Der Park verfügt über Korsische Schwarzkiefern, Küstenmammutbäume, Schwarznüsse und Atlas-Zedern.
Der Rathausgarten wurde 1987 um einen Pavillon aus dem Jahr 1907 herum eingerichtet. Dort, wo sich heute der Garten befindet standen früher mehrere Gebäude, darunter der Konvent Saint-Louis und dessen Kirche.

### Bauwerke

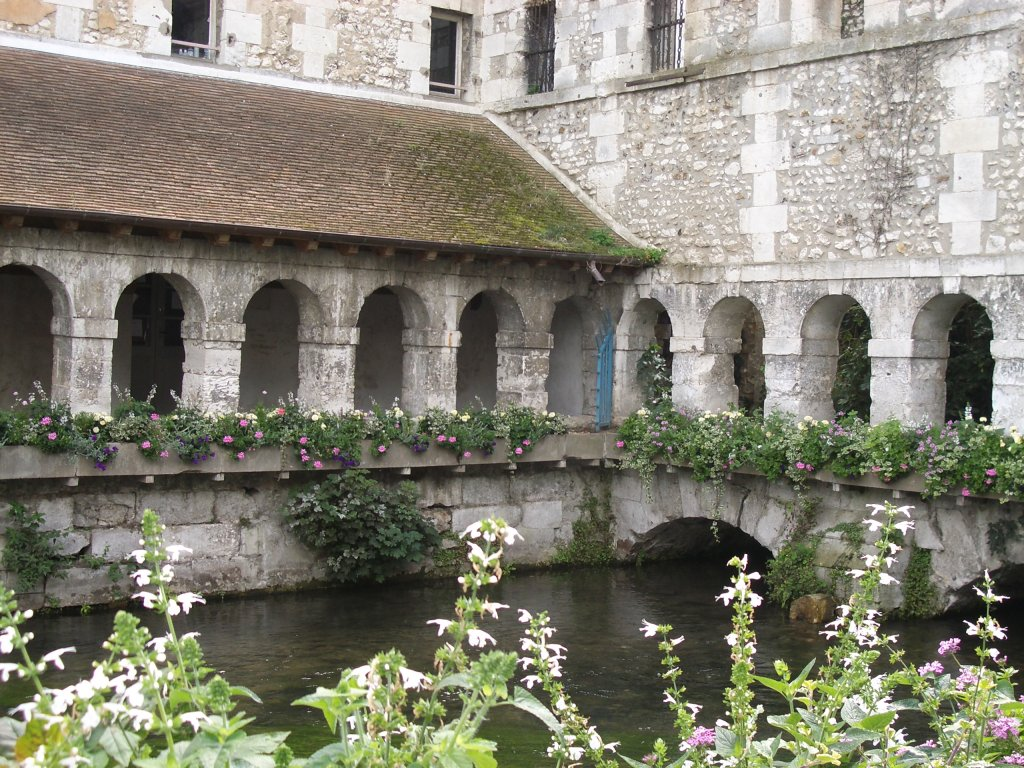
Kreuzgang des Konvents Saint-Louis

Der Konvent Saint-Louis wurde ab 1625 gebaut. Zum Konvent gehörten eine 1645 geweihte Kirche, ein Krankenhaus, das 1726 vergrößert wurde, und ein Kreuzgang. 1702 wurden die Wohngebäude nach Osten erweitert. 1791 wurde die Kirche im Zuge der Französischen Revolution in ein Gericht umfunktioniert, 1899 wurde sie endgültig zerstört. 1796 zog die Mairie („Rathaus“) in das Krankenhaus um. 1846 wurde der Kreuzgang zerstört.
Das Kloster Notre-Dame-de-Consolation der „Gemeinschaft des 3. Ordens der Büßer“ (Pénitents) des Franziskanischen Ordens wurde 1646 gegründet. Das Kloster wurde im Zuge der Französischen Revolution aufgelöst und von 1803 bis 1928 wurden die Gebäude als Kerker genutzt. In der Kirche des Klosters wurde bis 1828 Getreide gelagert, dann wurde das Gebäude zerstört. Der Nordteil des Kreuzgangs wurde 1910 zerstört, als die rue de Pénitents („Straße der Büßer“) erweitert wurde. Trotzdem ist der Kreuzgang noch heute ein einzigartiges Bauwerk, denn die Eure fließt hindurch. Seit den 1980er Jahren beherbergen die erhaltenen Gebäude die Musikschule.

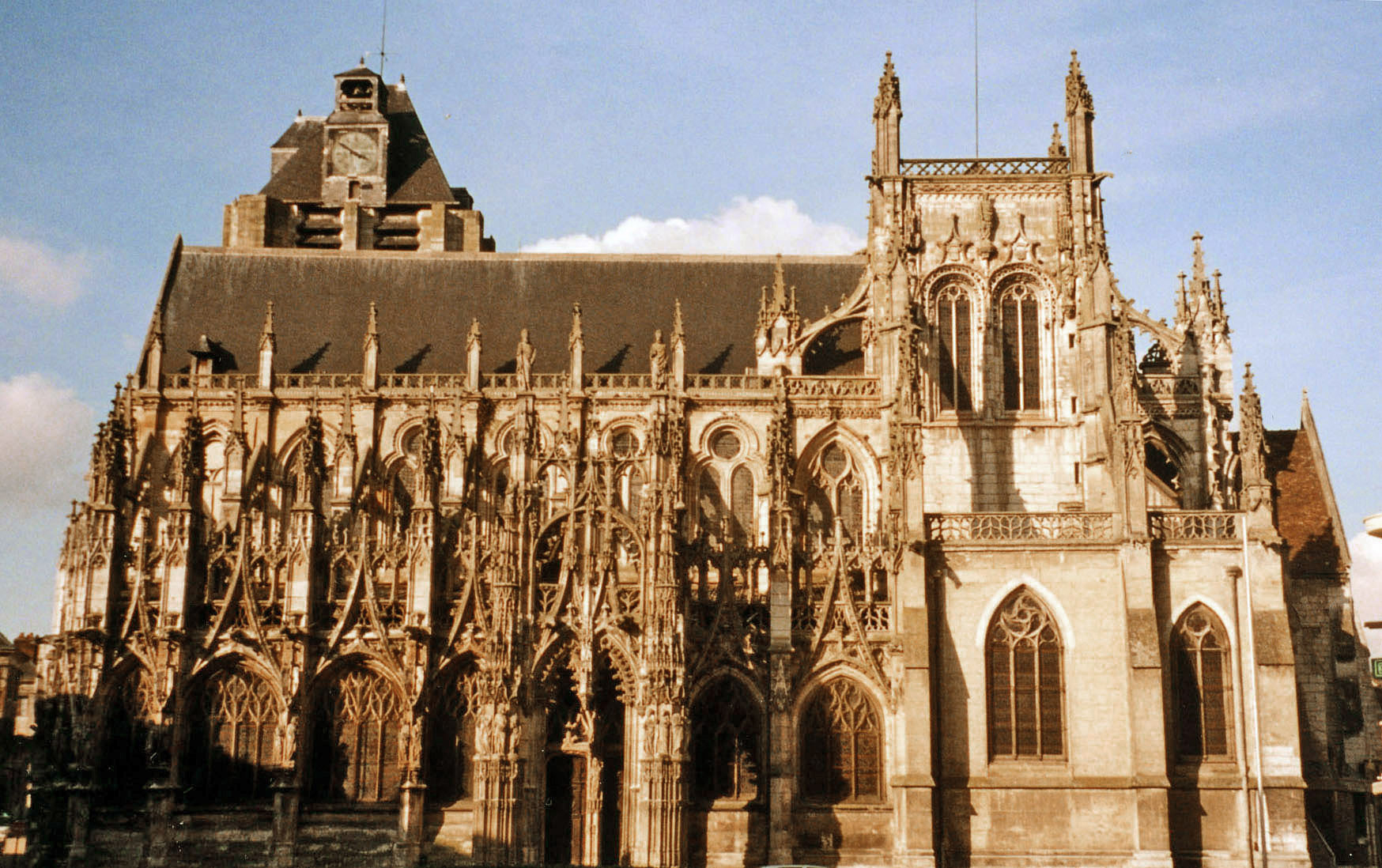
Die Kirche Notre-Dame

Die Kirche Notre-Dame wurde im 13. Jh. erbaut und 1846 als Monument historique (‚historisches Denkmal‘) klassifiziert.
- Maison du Parlement (16. Jahrhundert), Ausweichversammlungsort des Parlement de Rouen während der Hugenottenkriege
- Straßen aus dem 16. Jahrhundert mit Fachwerkhäusern (Monument historique)
- Manoir de Bigards (16.–17. Jahrhundert)
- Musée des décors de Théâtre, d’Opéra et de Cinéma

## Wirtschaft und Infrastruktur
1803 wurde hier die erste Wollspinnerei Frankreichs errichtet, die hydraulische Energie nutzte.
Auf dem Gemeindegebiet gelten geschützte geographische Angaben (IGP) für Schweinefleisch (Porc de Normandie), Geflügel (Volailles de Normandie) und Cidre (Cidre de Normandie und Cidre normand).
Louviers ist mit einem @ als Ville Internet (Internetstadt) eingestuft. Die „@s“ werden an Städte vergeben, die den Ausbau und die Nutzung des Internets fördern, wobei maximal fünf @s vergeben werden.
Zwischen Le Vaudreuil und Incarville verläuft die Europastraße 5, die hier Autoroute de Normandie genannt wird, sie verbindet Évreux und Rouen. Louviers ist mit der Europastraße durch die Route nationale 154 verbunden.

## Persönlichkeiten

### Söhne und Töchter der Stadt

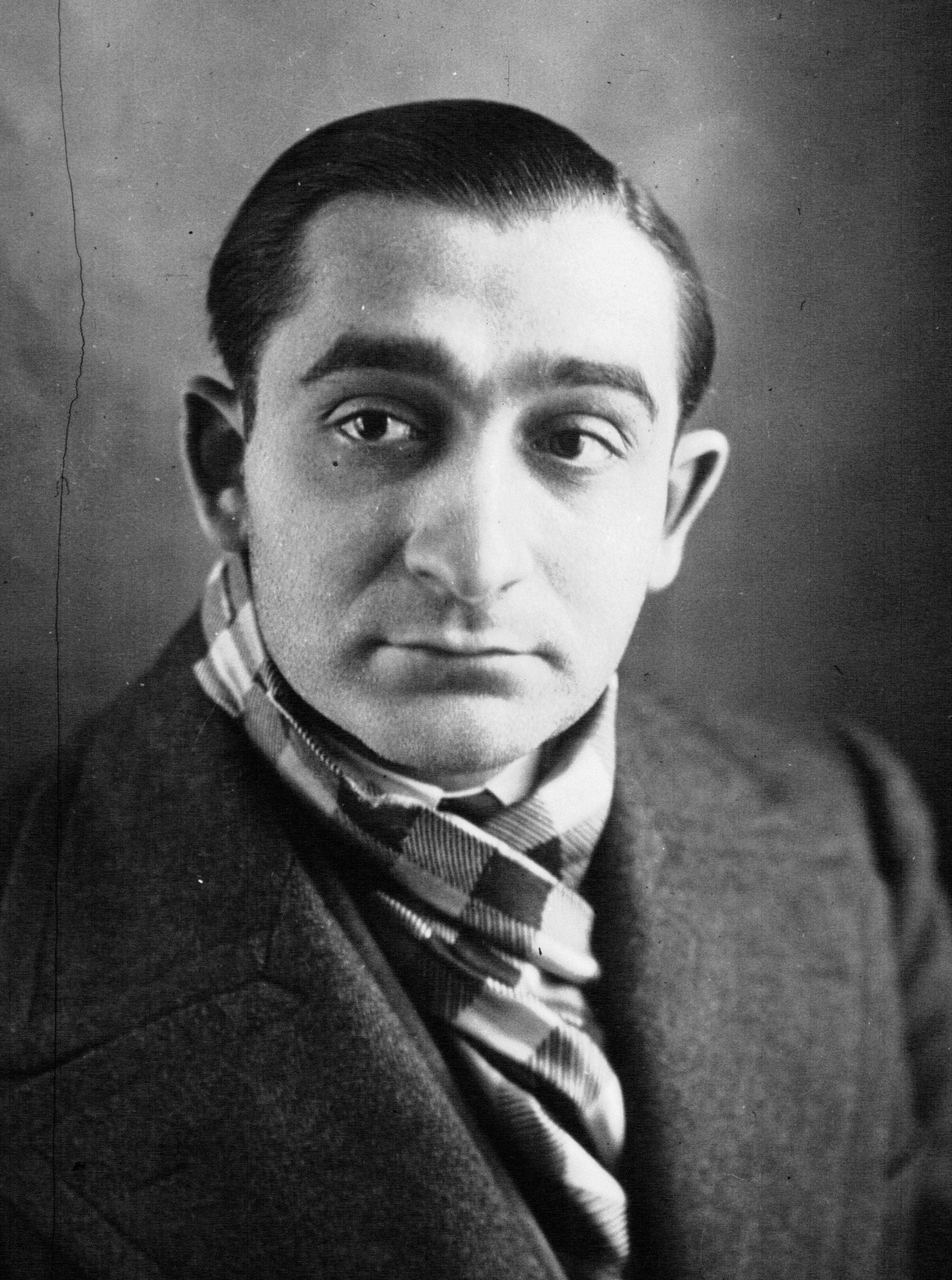
Pierre Mendès-France 1932

- Jules Ozenne (1809–1889), Landwirtschaftsminister
- Jacques François Édouard Hervieux (1818–1905), Mediziner
- Joseph Roger Jourdain (1845–1918), Maler
- Georges Gillet (1854–1920), Oboist, Musikpädagoge und Komponist
- Maurice Duruflé (1902–1986), Komponist und Organist
- Raymond Reding (1920–1999), Comiczeichner
- Liza Harper (* 1976), Pornodarstellerin und Partnerin von Rod Fontana
- Ryan Zézé (* 1998), Sprinter

### Persönlichkeiten, die vor Ort gewirkt haben
- Jules Develle (1845–1919), Politiker in der Zeit der Dritten Republik. Von 1872 bis 1876 war er Unterpräfekt in Louviers.
- Pierre Mendès France (1907–1982), war Politiker und Bürgermeister (Maire) von Louviers in den Jahren 1935 bis 1939 und 1953 bis 1958.
- François Loncle (* 1941), Politiker, der seit 1997 Abgeordneter der Nationalversammlung ist. Er war außerdem von 1995 bis 2001 stellvertretender Bürgermeister von Louviers und von 2001 bis 2008 im Stadtrat von Louviers. Er ist Mitglied der Parti socialiste.[15]
- Olivier Besancenot (* 1974), Politiker und Gründungsmitglied der Nouveau Parti Anticapitaliste. Er wuchs in Louviers auf.